# 라이언 크라우저
라이언 크라우저(영어: Ryan Crouser, 1992년 12월 18일~)는 미국의 육상 선수로 주 종목은 포환던지기이다. 올림픽에서 3회 연속으로 금메달을 획득했으며, 포환던지기 종목 세계 기록, 세계 실내 기록, 올림픽 기록 보유자이다.